# Contea di Stanly
La contea di Stanly in inglese Stanly County è una contea dello Stato della Carolina del Nord, negli Stati Uniti. La popolazione al censimento del 2000 era di 58 100 abitanti. Il capoluogo di contea è Albemarle.